# 岐阜県道91号岐阜美山線
岐阜県道91号岐阜美山線（ぎふけんどう91ごう ぎふみやません）は、岐阜県岐阜市早田から岐阜県山県市谷合北町に至る県道（主要地方道）である。

## 概要

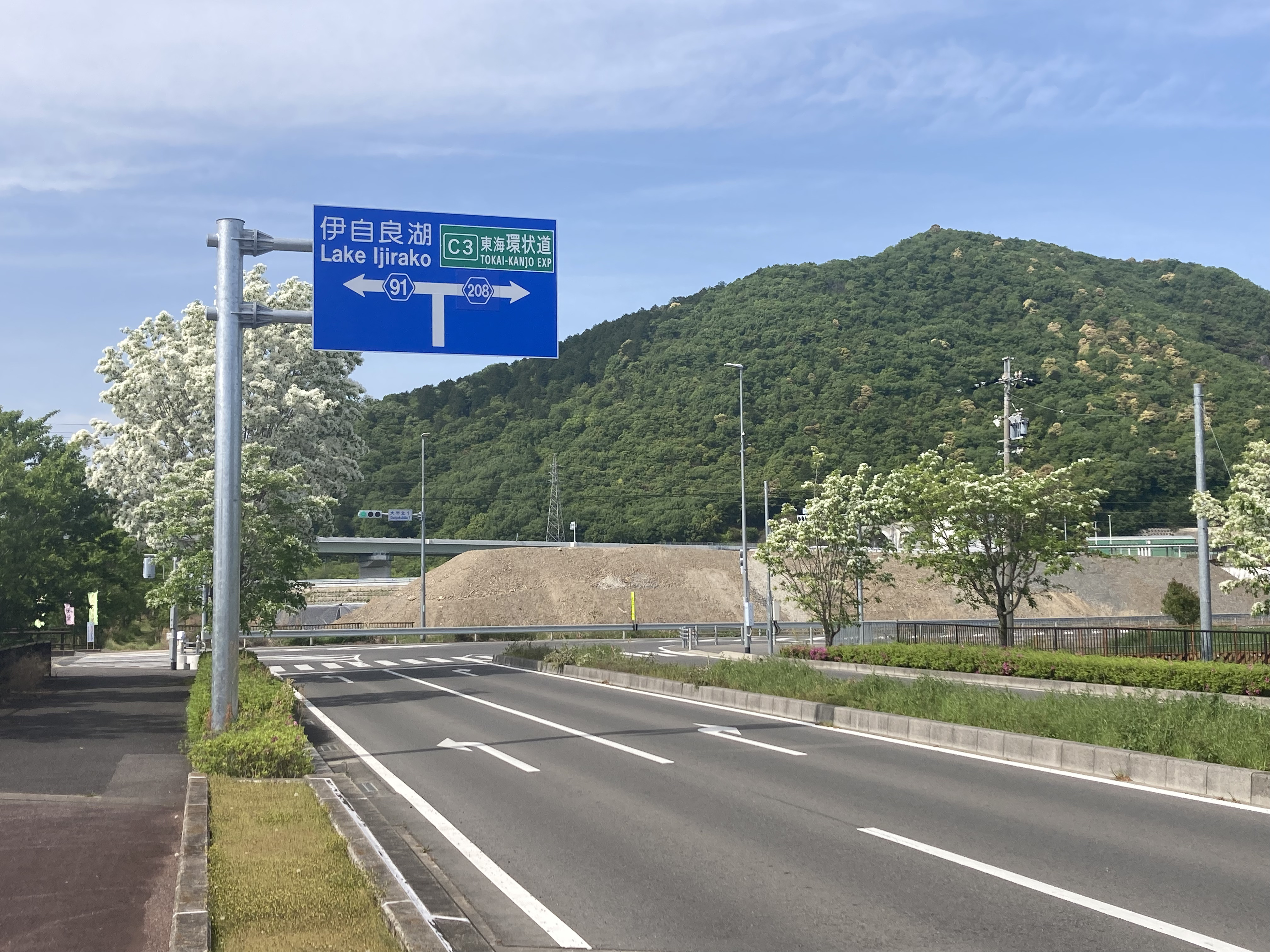
大学北1交差点（南側）

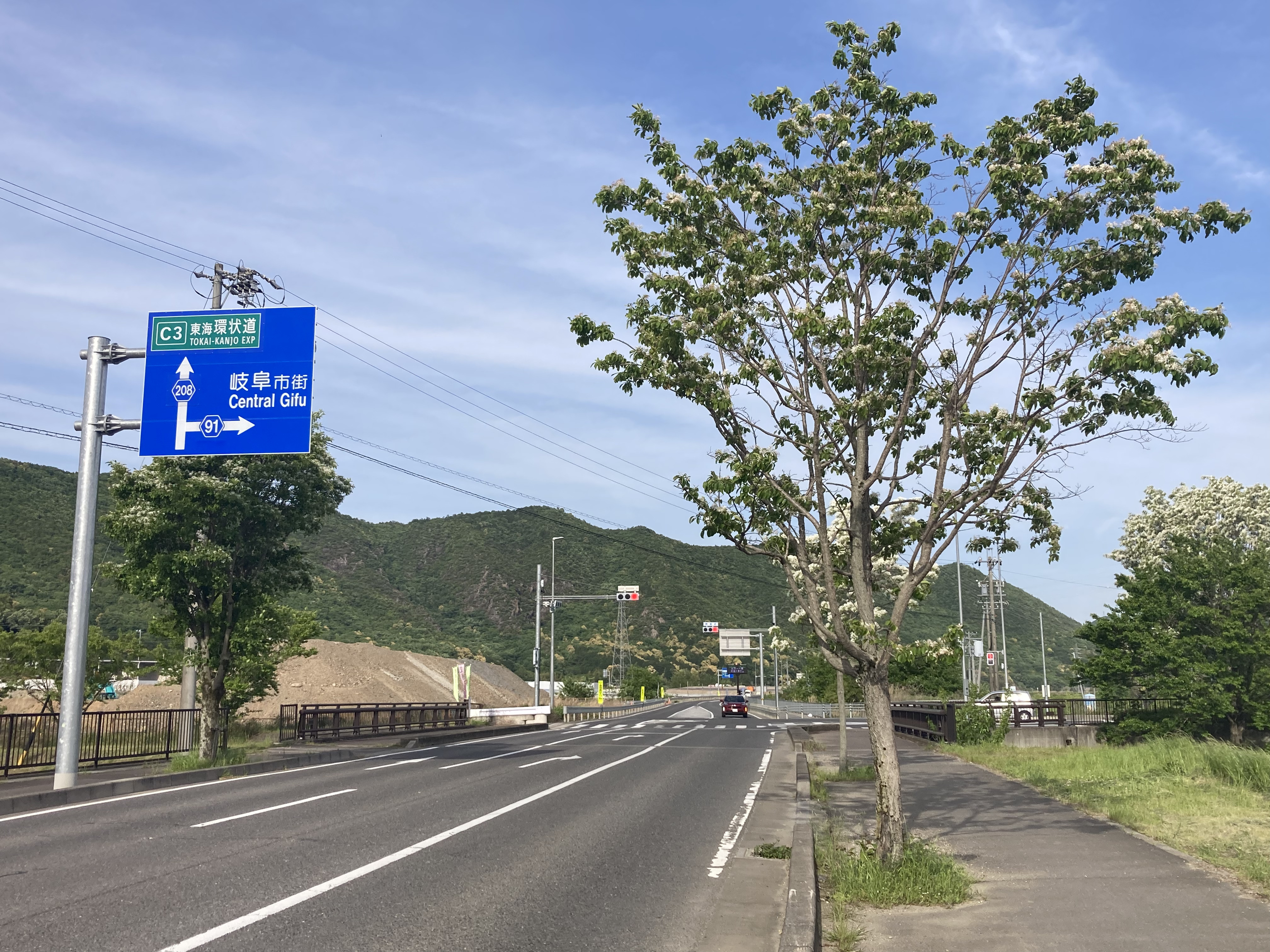
大学北1交差点（西側）

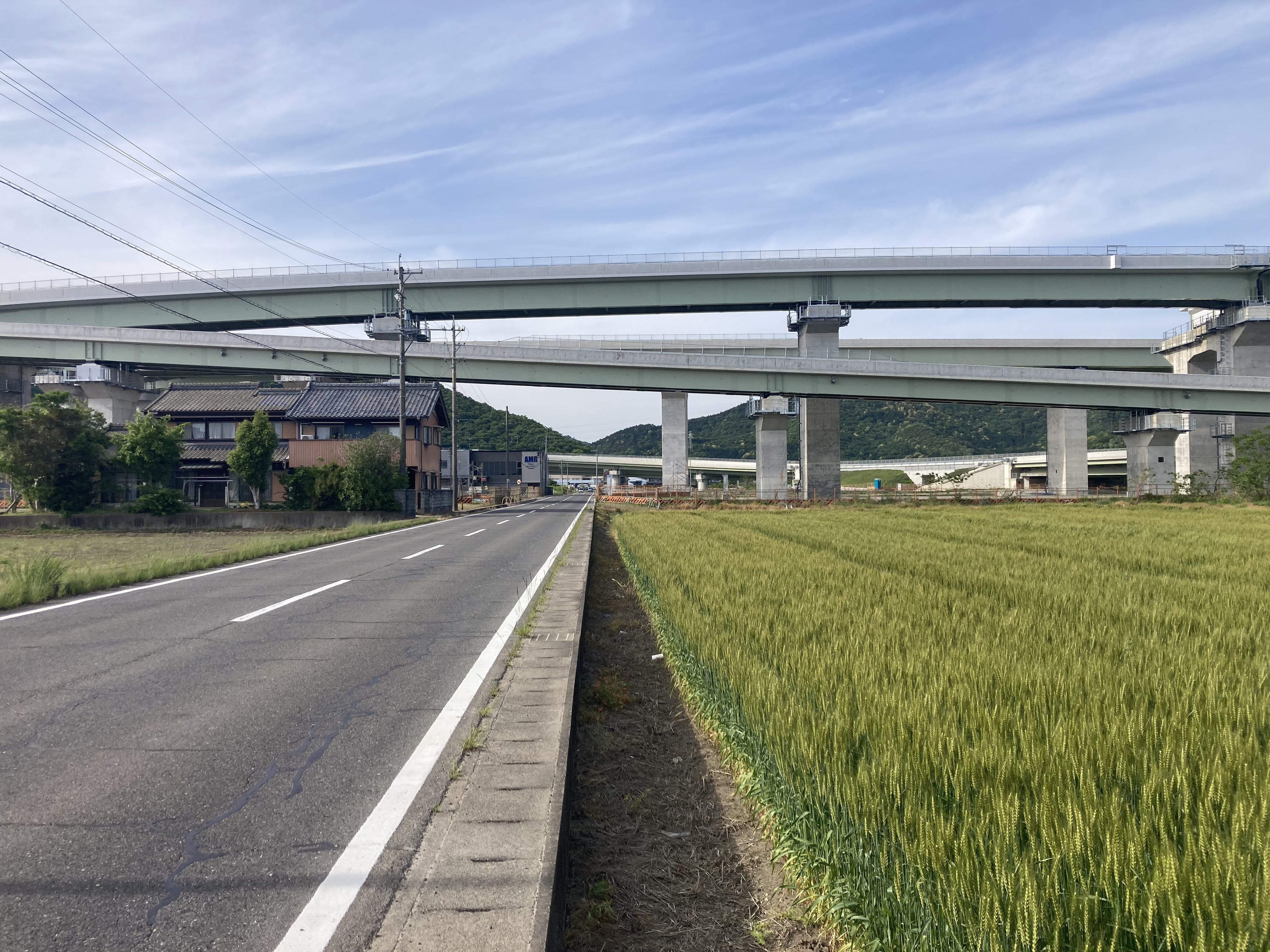
岐阜インターチェンジの直下を通る岐阜県道91号岐阜美山線

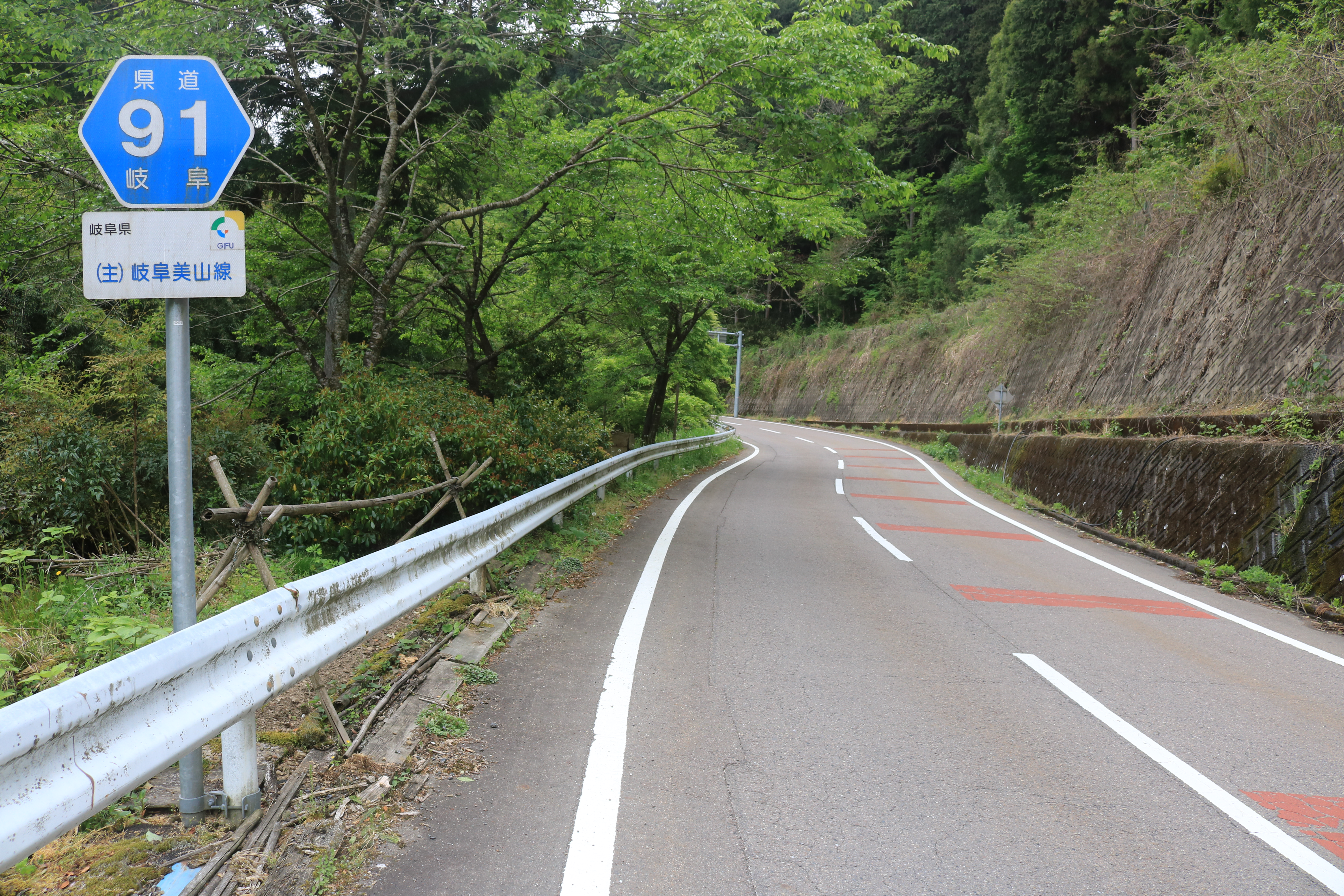
岐阜県道91号岐阜美山線、山県市谷合にて

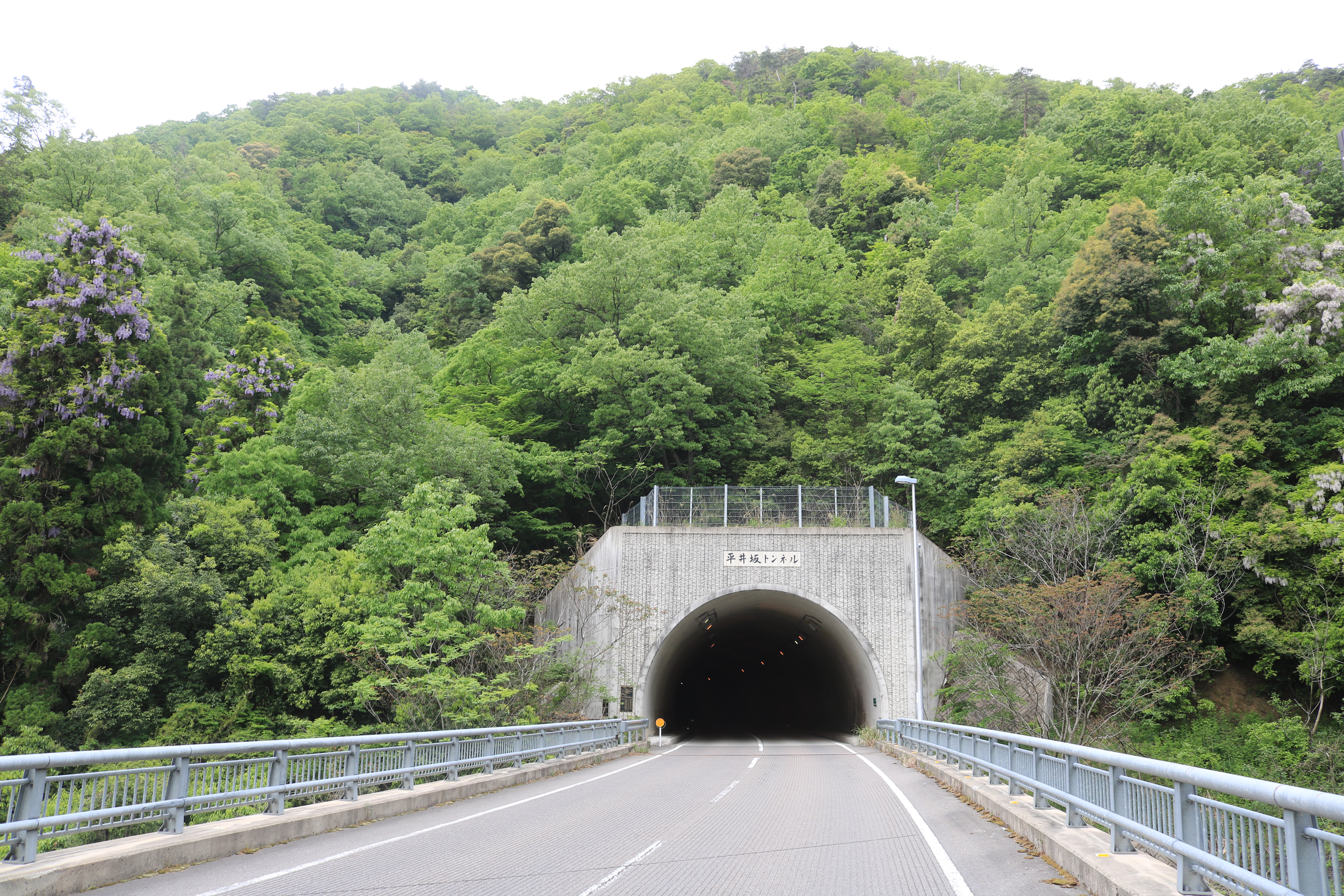
平井坂トンネルの南口、山県市平井にて

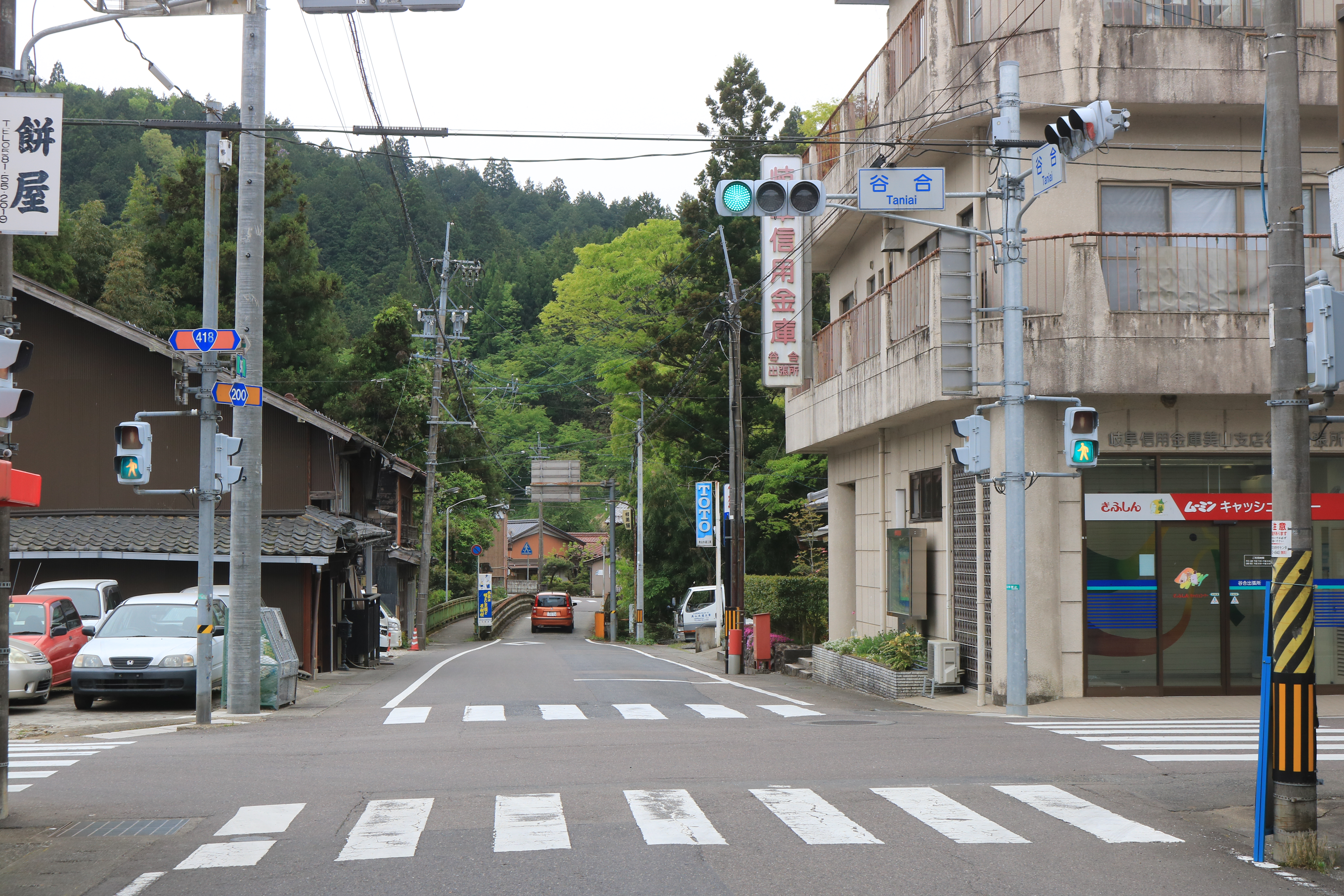
終点の国道418号との谷合交差点

岐阜県南部にあり、県庁所在地である岐阜市内の国道157号分岐（忠節橋北交差点）から県西部の山県市を走る国道418号との間を南北に結ぶ、主要地方道に指定された延長約24 kmの県道である。主な通過地は岐阜市正木中、折立、大学北、安食、山県市小倉、上願、平井、谷合である。
起点は長良川に架かる忠節橋北詰の堤防上にあり、岐阜大学付近までは濃尾平野の平坦な道が続く。これより以北は伊自良川がつくる山あいの谷間を縫って伊自良湖の手前にある掛地区まで進む。平井坂トンネルで平井坂峠を越え、山県市北西部の武儀川の谷で終点となる。

### 路線データ
岐阜県法規集に基づく起終点および経過地は次の通り。
- 起点：岐阜県岐阜市（忠節橋北交差点：国道157号・国道303号、岐阜県道163号墨俣合渡岐阜線交点）
- 終点：岐阜県山県市（谷合交差点：国道418号、岐阜県道200号神崎高富線交点）
- 重要な経過地：山県市
- 実延長：23.835 km[1]

主要地方道091号「岐阜美山線」の道路台帳附図によると、始点：岐阜市早田1236番2地先、終点：山県市谷合字三ヶ月2975番3地先となっている。

## 歴史
- 1993年（平成5年）5月11日 - 建設省から、県道神崎岐阜線の一部が岐阜美山線として主要地方道に指定される[5]。
- 2022年（令和4年）3月22日 - 岐阜市上城田寺西 - 同市大学北一丁目間685.0 mが供用開始[6]。
- 2024年（令和6年）3月17日 - 岐阜市則武東3丁目 - 同市大字折立字村前間2553.5 m、同市大字折立字枇杷の166.0 mが供用開始[7]。
  - 都市計画道路長良糸貫線・折立大学北線の開通に伴い[8]、則武・木田地区は経路変更となり、則武中4東交差点から黒野南3丁目1番地先までの3,213.0 m区間が路線から外れ、岐阜市道に移管された[9]。
- 2025年（令和7年）
  - 3月21日 - 岐阜市早田大通1丁目（早田大通1交差点）- 同市則武東3丁目（則武中4南交差点）区間の4車線化工事が完了[10]（供用開始は3月28日[11]）。
  - 4月6日 - 東海環状自動車道岐阜ICの供用開始に伴い、岐阜市道黒野2号線・黒野48号線が岐阜美山線に移管。支線の一部が岐阜県道208号岐阜インター線へ、残りが岐阜市道城田寺黒野線へ移管された[12]。

## 路線状況
起点・忠節橋北交差点から忠節橋通りを北上し、正木古川東交差点を左折し、岐阜環状線と交差、伊自良川大橋で伊自良川を越え、都市計画道路折立大学北線へ接続して折立稲場交差点へ至る。起点から途中の早田大通1交差点間までの区間は、かつて名鉄岐阜市内線（2005年4月1日廃止）の路面電車が走っていた。
2024年（令和6年）3月16日までは、則武中4東交差点から北西へ延びており、道幅は1.5車線と狭くなる。岐阜市立則武小学校前を経て岐阜環状線と交差し、古川橋で伊自良川を渡り、板谷大橋東交差点より北は板屋川左岸に沿って北西に進む。黒野地区の岐阜西郵便局付近で岐阜県道168号屋井黒野線と合流して右折し、平野総合病院前を経て折立稲場交差点で左折するルートだった。
2025年（令和7年）4月6日、東海環状自動車道の岐阜ICの供用開始に伴い、岐阜市道黒野48号線及び岐阜市道黒野2号線の一部が岐阜美山線に移管され、古市場神田交差点から大学北1交差点まで直線状に結ばれた。これに伴い、今川諏訪交差点から北上する区間が岐阜市道今川大学北線へ移管された。また、支線の一部が岐阜県道208号岐阜インター線へ、残りが岐阜市道城田寺黒野線へ移管された。
岐阜大学の西側に位置する折立稲場 - 古市場神田の各交差点間（約0.37 km）は岐阜県道78号岐阜大野線と重複する。古市場神田交差点から直進して大学北1交差点を左折。大学北二丁目の旧道（岐阜市道今川大学北線）との交点で右折し、岐阜ICの真下を直進して伊自良川に沿って北上、岐阜市立方県小学校付近で岐阜県道176号安食粟野線と交差した後、山県市に入る。山県市伊自良支所前を通り、岐阜県道174号伊自良高富線と重複した後、伊自良湖手前の山県市立伊自良北小学校付近で右に折れる。平井坂トンネルを抜けて山県市谷合に入り、岐阜県道200号神崎高富線と重複した後、終点（谷合交差点）手前で武儀川を渡る。
起点の忠節橋北交差点から正木古川東交差点までの区間は、都市計画道路3・3・20岐阜駅城田寺線（延長約5,860 m）の一部であり、東海環状自動車道の岐阜ICと岐阜市中心部を結ぶアクセス路線に位置付けられている。早田大通1交差点以北は北向き1車線、南向き2車線と車線数が減少して慢性的な渋滞が発生していたため、同区間の4車線化工事を実施。2025年3月21日に4車線化工事が完了し、同年3月28日に供用開始した。

### 支線（廃止）
- 岐阜市上城田寺西 - 同市大学北一丁目間
  - 岐阜ICへのアクセス道路として整備され、2022年（令和4年）3月22日に供用を開始した。延長685.0 m[6]。岐阜ICは岐阜市大学北一丁目で当区間に直接接続する[8][18]。
  - 岐阜大学、岐阜大学医学部附属病院の北側を東西に通る。大学北大橋で伊自良川を渡る。
  - 当県道の本線とは直接接続しておらず、大学北1交差点で接続する岐阜市道（黒野2号線）を経由して同市大学北二丁目で本線に接続する。
- 2025年（令和7年）4月6日に、大学北1交差点 - 岐阜インター入口までの区間が岐阜県道208号岐阜インター線へ、残りが岐阜市道城田寺黒野線へ移管された[15]。

### 別名
- 忠節橋通り（岐阜市）
- 早田大通り（岐阜市）

### 重複区間

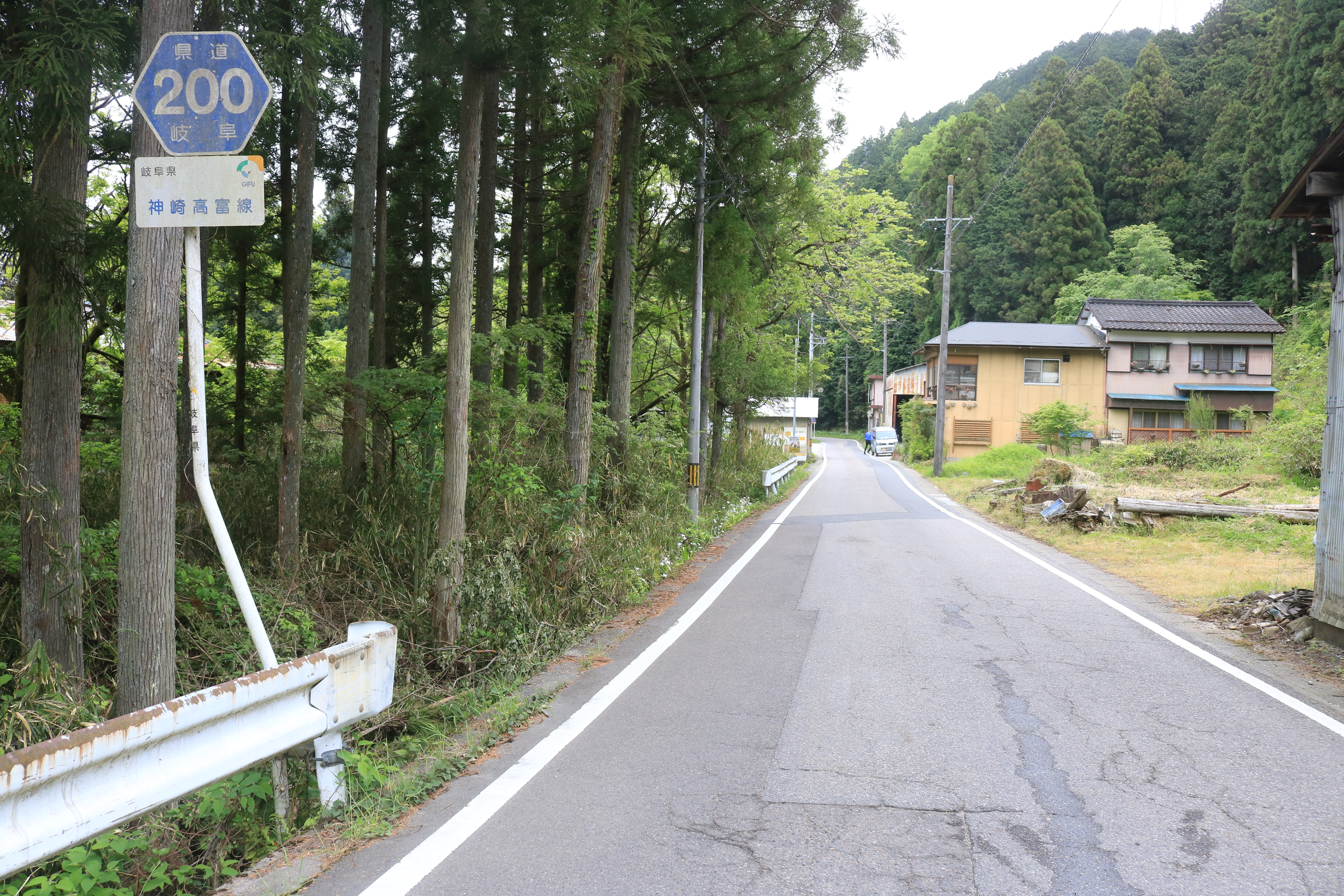
岐阜県道200号神崎高富線との重複区間、山県市谷合にて

- 岐阜県道78号岐阜大野線（岐阜市折立稲場交差点・古市場神田交差点間）
- 岐阜県道174号伊自良高富線（山県市上願地区・平井地区間）
- 岐阜県道200号神崎高富線（山県市谷合地区）

### 道路施設
- 伊自良川大橋（橋長：399.5 m、伊自良川、岐阜市）
  - 2024年（令和6年）3月17日供用開始
- 平井坂トンネル（延長：659.0 m、山県市平井 - 谷合）
  - 2008年（平成20年）5月18日供用開始
  - このトンネルがある平井坂峠の区間はトンネル開通前は通行不能であった。
- 大学北大橋（伊自良川、岐阜市）
  - 2022年（令和4年）3月22日供用開始。2025年（令和7年）4月6日に岐阜市道城田寺黒野線に移管された[15]。

## 地理

### 通過する自治体
- 岐阜県
  - 岐阜市
  - 山県市

### 交差する道路
- 国道157号（国道303号重複）（岐阜市忠節橋北交差点）
- 岐阜県道163号墨俣合渡岐阜線（岐阜市忠節橋北交差点）
- 岐阜県道77号岐阜環状線（岐阜市則武中3北交差点）
- 岐阜県道168号屋井黒野線（岐阜市黒野）
- 岐阜県道78号岐阜大野線（岐阜市折立稲場交差点、古市場神田交差点）
- 岐阜県道208号岐阜インター線（岐阜市大学北1交差点）
- 岐阜県道176号安食粟野線（岐阜市安食）
- 岐阜県道79号関本巣線（山県市小倉四日市交差点）
- 岐阜県道185号伊自良本巣線（山県市上願）
- 岐阜県道174号伊自良高富線（山県市上願、平井）
- 岐阜県道200号神崎高富線（山県市谷合）
- 国道418号（山県市谷合）

### 沿線
- 長良川
- 忠節橋
- 忠節駅跡
- 近石病院
- 岐阜市立岐阜清流中学校（旧岐阜市立明郷中学校）
- 岐阜県立岐阜北高等学校
- 岐阜県立岐阜商業高等学校
- マーサ21
- 伊自良川
- 黒野城跡
- 平成医療短期大学
- 平野総合病院
- 岐阜大学
- 岐阜大学医学部附属病院
- 岐阜薬科大学
- 岐阜市立方県小学校
- 岐阜市立方県保育所
- 東光寺
- 伊自良郵便局
- 山県市立伊自良南小学校
- 山県市立伊自良中学校
- 山県市役所伊自良支所
- 山県市図書館・美術館・歴史民俗資料館
- 山県市立伊自良北小学校
- やまがたゴルフ倶楽部美山コース
- 武儀川
- 美山北郵便局
- 山県市役所美山支所
- 山県市立いわ桜小学校